# Struggle for pleasure
Struggle for pleasure is een minimalistisch nummer dat onder meer voorkomt op de soundtrack van de film The Belly of an Architect van Peter Greenaway, geschreven door de Belgische componist Wim Mertens. 
Dit lied is onder meer bekend van de gsm-operator Proximus, die het gebruikt in reclames, als wachtmuziek voor haar telefonische klantendienst en als beltoon op sommige van de door haar verkochte mobiele telefoons.
In 2000 werd het nummer gecoverd door de Vlaamse tranceproducers van Minimalistix. Hoewel in Nederland een zeer bescheiden hitje en een Dancesmash op Radio 538 stond deze nieuwe versie in Vlaanderen 12 weken in de Ultratop 50, met een zesde plaats als piekpositie. 